# Dominique Barthélemy (Theologe)
Dominique Barthélemy OP (* 16. Mai 1921 in Le Pallet; † 10. Februar 2002 in Freiburg im Üechtland) war ein französischer Dominikaner und Bibelwissenschaftler.

## Leben
Dominique Barthélemy trat 1940 in den Dominikanerorden ein und empfing 1947 die Priesterweihe. Er war Mitglied der École biblique et archéologique française de Jérusalem und studierte die Schriftrollen vom Toten Meer. Zusammen mit Józef T. Milik gab er die in Höhle 1 gefundenen Fragmente heraus.
Er wurde daraufhin Professor für Altes Testament an der Universität Freiburg im Üechtland sowie deren Vizerektor. Ab 1953 interessierten ihn besonders die Rollen der Kleinen Propheten. 1963 veröffentlichte er Les Devanciers d’Aquila, worin er bahnbrechende Hypothesen zur Übersetzung und Überlieferung der Septuaginta aufstellte. Ferner schrieb er Dieu et son image, eine Einführung in die Lektüre biblischer Texte, die auch ins Deutsche übersetzt wurde.
Barthélemy widmete sich u. a. der Kaige-Gruppe.

## Veröffentlichungen
- Mit Józef T. Milik: Qumran Cave I. Clarendon Press, Oxford 1955.
- Dieu et son image : ébauche d’une théologie biblique. Éditions du Cerf, 1963, ISBN 2-204-08835-8.
  - deutsch: Gott mit seinem Ebenbild. Umrisse einer biblischen Theologie. Übers.: Herbert Peter Maria Schaad. Johannes Verlag, Einsiedeln 1966.
- Les Devanciers d’Aquila: première publication intégrale du texte des fragments du Dodécaprophéton : trouvés dans le désert de Juda, précédée d’une étude sur les traductions et recensions grecques de la Bible réalisées au premier siècle de notre ère sous l’influence du rabbinat palestinien. E.J. Brill, Leiden 1963, ISBN 90-04-22201-4.
- Mit Otto Rickenbacher: Konkordanz zum hebräischen Sirach. Mit syrisch-hebräischem Index. Vandenhoeck und Ruprecht, Göttingen 1973, ISBN 3-525-53536-8.
- Als Hrsg.: Übersetzung und Deutung: Studien zu dem Alten Testament und seiner Umwelt. Alexander Reinard Hulst gewidmet. Uitgeverij Callenbach, Nijkerk 1977.
- Etudes d’histoire du texte de l’Ancien Testament. Vandenhoeck und Ruprecht, Göttingen 1978, ISBN 978-3-525-53324-6.
- Critique textuelle de l’Ancien Testament. Fribourg, Suisse: Editions Universitaires; Göttingen: Vandenhoeck & Ruprecht, 1982 ff. (5 Bände)
- List of Hebrew weak verbs / Liste des verbes faibles de l’hébreu / Liste der schwachen hebräischen Verben. 2., durchges. u. erw. Aufl. Verlag Schweizerisches Katholisches Bibelwerk, Fribourg 1985, ISBN 3-7203-9998-2.
- Découvrir l’Écriture. Éditions du Cerf, 2000, ISBN 2-204-06408-4.